# Trancefer (альбом)
Trancefer — четырнадцатый студийный альбом немецкого композитора и музыканта Клауса Шульце, вышедший в 1981 году. В 2006 году Revisited Records выпустила подарочное издание с бонус-треками.

## Об альбоме
В записи альбома приняли участие виолончелист Вольфганг Типольд (нем. Wolfgang Tiepold) и перкуссионист Майкл Шрив (англ. Michael Shrieve). Вольфганг Типольд — классический виолончелист, с которым Шульце познакомился ещё при записи альбома X. Майкл Шрив — перкуссионист, более известный как ударник Карлоса Сантаны. В 1980-е годы Шрив сам начал записывать электронную музыку. С Шульце Шрив познакомился во время участия в группе Go, созданной японским музыкантом Стому Ямашта.
Trancefer — первый альбом, изданный на лейбле Innovative Communication, организованном Шульце. Трек «Silent Running» вдохновлён одноимённым научно-фантастическим фильмом 1972 года. До переиздания в 2006 году с бонус-треками этот альбом был самым коротким в дискографии Клауса Шульце — всего 37 минут 23 секунды.
С бонус-треками, появившимися на подарочном издании 2006 года связана следующая история. После записи Trancefer нужно было решить: на какой скорости (сколько оборотов винила в минуту) стоит издавать альбом. Для тестирования в кругу журналистов и друзей было издано 300 пластинок со скоростью 45 оборотов в минуту и 500 пластинок оборотов в минуту. Пластинки распространялись в белых конвертах с нумерацией конвертов (зелёная единица — 45 об/мин, красная единица — 33 об/мин). Сегодня эти релизы являются коллекционной редкостью.
В конце концов было решено издавать Trancefer со скоростью 33 об/мин. Однако много позже было обнаружено, что для вариантов 45 об/мин и 33 об/мин по ошибке были подготовлены немного разные версии Trancefer, что фактически сделало тест бесполезным. Чтобы ограничить возможность наживы на раритетах, эти слегка отличающиеся версии и были изданы в качестве бонус-треков в 2006 году.

## Список композиций
Все композиции написаны Клаусом Шульце.
| №  | Название                                               | Примечание                | Длительность |
| -- | ------------------------------------------------------ | ------------------------- | ------------ |
| 1. | «A Few Minutes After Trancefer»                        |                           | 18:20        |
| 2. | «Silent Running»                                       |                           | 18:57        |
| 3. | «A Few Minutes After Trancefer (Version 33 Halfspeed)» | бонус-трек на переиздании | 18:17        |
| 4. | «Silent Running (Version 45)»                          | бонус-трек на переиздании | 19:07        |